# Phyllophaga bilyi
Phyllophaga bilyi är en skalbaggsart som beskrevs av Fortuné Chalumeau 1989. Phyllophaga bilyi ingår i släktet Phyllophaga och familjen Melolonthidae. Inga underarter finns listade i Catalogue of Life.